# Kijevsko nacionalno sveučilište Taras Ševčenko
Kijevsko nacionalno sveučilište Taras Ševčenko (ukr.:Київський національний університет імені Тараса Шевченка) je treće najstarije sveučilište u Ukrajini, koje se nalazi u glavnom gradu Kijevu. 
Osnovano je 1834. kao Sveučilište svetoga Vladimira, a u svojoj je dosadašnjoj povijesti nekoliko puta mijenjalo naziv. U sovjetskom razdoblju, Sveučilište je bilo jedno od tri najprestižnija u SSSR-u, uz Moskovsko državno sveučilište Lomonosov i Petrogradsko državno sveučilište. 
Sveučilište je često na listama kao najbolje sveučilište u Ukrajini. Neki od bivših studenata su i: Mihajlo Gruševski, Mihail Bulgakov, Vladimir Kličko, Vitalij Kličko, Mikola Lisenko i Leonid Kravčuk.